# Velika Plana
Velika Plana (en serbio: Велика Плана, Velika Plana) es una villa y municipio de Serbia, perteneciente al distrito de Podunavlje. Está situado en la orilla del río Velika Morava, unos 90 km de la capital serbia, Belgrado. La capital municipal tiene una población de 17.800 habitantes y el municipio 46.230.
Los sitios históricos de importancia son: El Monasterio Koporin (siglo XV), El Monasterio Pokajnica - Iglesia de madera (1817), la Iglesia real en el lugar del asesinato de Đorđe Petrović - Karađorđe, caudillo del levantamiento serbio contra los turcos etc.

## Pedanías
En el municipio se incluyen las siguientes pedanías (población en 2002):
- Donja Livadica (2053)
- Krnjevo (4253)
- Kupusina (267)
- Lozovik (5607)
- Markovac (3228)
- Miloševac (3426)
- Novo Selo (1256)
- Radovanje (689)
- Rakinac (1100)
- Staro Selo (3022)
- Trnovče (1060)
- Veliko Orašje (2299)

## Relaciones internacionales

### Ciudades hermanadas
- Budva, Montenegro
- Conselice, Italia[3]

Durante la época de RFS Yugoslavia con:
- Čazma, Croacia
- Brežice, Eslovenia

Pero, las relaciones con estas dos se interrumpieron durante las guerras en los Balcanes (1991-1995).